# صدا و سیمای بوشهر
صدا و سیمای مرکز بوشهر یکی از مراکز صدا و سیمای جمهوری اسلامی ایران است که در شهر بوشهر فعالیت می‌کند.

## تاریخچه صدا و سیمای مرکز بوشهر
صدا و سیمای مرکز بوشهر تا قبل از پیروزی انقلاب اسلامی زیر مجموعه مرکز فارس و شامل ایستگاه‌های رادیویی و تلویزیونی بوشهر و مونیتورینگ دیر بوده‌است. این مرکز در شهریور سال ۱۳۸۵ توانست کل کشور، قسمتی از قاره آسیا، شمال آفریقا، شرق اروپا، کشورهای مشترک‌المنافع را تحت پوشش قرار دهد.

### شبکه صدا
پس از پیروزی انقلاب اسلامی و با شروع جنگ تحمیلی در سال 1359 و با توجه به ضرورت اطلاع رسانی در خصوص پخش آژیر قرمز و اطلاعیه های جنگی واذان ظهر، با تامین یک دستگاه ماشین ضبط و پخش صدا و ایجاد خط تلفن مستقیم از مرکز رادار پایگاه هوایی ششم شکاری اقدام به پخش لحظه آژیر قرمز و هشدارهای وضعیت زرد و سفید می کرد. 
در تیر ماه سال ۱۳۶۱ با مستقل شدن مرکزبوشهر، صدای مرکز به تولید برنامه پرداخت و با پخش روزاه 2 ساعت برنامه مجموعا در سال 394 ساعت برنامه تولید و پخش می نمود. نخستین برنامه «اصحاب خون» به صورت یک برنامه در هفته و برنامه "بوشهر در جنگ" به صورت روزانه بود. 
از سال ۱۳۶۴ فعالیت‌های روزانه برنامه‌سازی گسترده‌تر شد. در تیرماه سال ۱۳۷۶ شبکه استانی صدا افتتاح شد و فعالیت خود را از طریق فرستنده ۵۰ کیلووات با وسعت بیشتری انجام داد وروزانه 10 ساعت تولید برنامه داشت. 
از عید فطر سال 1396 برای رفع نیاز مخاطبان، افزایش قدرت رقابت، ایجاد فرصت بیشتر برای هنرمندان بومی و معرفی ظرفیت های استان، صدای مرکز بوشهر روزانه ۲۴ ساعت برنامه تولید و پخش می‌کند.
رادیونمای مرکز بوشهر در دی ماه سال 1395 برای دریافت برنامه‌های صدای شبکه استانی از طریق مبدل‌های دیجیتال بصورت تصویری راه‌اندازی شد.  
در این سال ها رادیو بوشهر موفق به کسب جوایز متنوعی از جشنواره های ملی تا بین المللی شد که باعث معرفی این رادیو در کشور شد.

### شبکه سیما
تولید سیمای مرکز بوشهر در سال ۱۳۶۸ با پخش اذان محلی مغرب کار خود را آغاز کرد. یک سال بعد نیز پخش خبر تلویزیون فعالیت خود را شروع کرد. سپس برنامه سیمای صبح جمعه در واحد تولید سیما، تولید و پخش می‌شد. همچنین برنامه‌هایی نیز برای پخش از شبکه‌های سراسری تهیه شده‌است که برخی از این برنامه‌ها شامل فیلم‌های مستند، و چند فیلم داستانی و سریال تلویزیونی و طنز  می‌باشد. در مهر ماه ۱۳۸۳ شبکه استانی سیمای مرکز افتتاح شد.

## فرستنده دیجیتال
این مرکز در ۲۷ بهمن ۱۳۸۹ به فرستنده دیجیتال مجهز گردید. با بهره‌برداری از این فرستنده، پانصد هزار نفر از جمعیت شهرهای بوشهر، برازجان، اهرم، کاکی و خورموج (معادل ۶۱ درصد از جمعیت استان) می‌توانند برنامه‌های رادیویی و تلویزیونی صدا و سیما را با کیفیت عالی و به صورت دیجیتال دریافت کنند. به گفته معاون توسعه و فناوری رسانه صدا و سیما، هم‌اکنون حدود ۲۰ میلیون و پانصد هزار نفر از جمعیت ایران زیر پوشش فرستنده‌های دیجیتال قرار دارند و استان بوشهر هشتمین استانی است که از خدمات تلویزیونی دیجیتال بهره‌مند می‌شود. از طریق فرستنده دیجیتال بوشهر، هم‌اکنون بیست شبکه تلویزیونی و بیست و یک شبکه رادیویی پخش می‌شود: